# Люди монолита
«Лю́ди Моноли́та» (англ. The People of the Monolith) — вымышленная иносказательная сомнамбулическая поэма Джастина Джеффри из рассказа Роберта Говарда «Чёрный камень» (1931). Посвящена древнему венгерскому культу мастера Монолита Ксутлтану (Xuthltan). В поэме рассказывается о вымышленном культе Чёрного Камня, точнее, его властелина — Ксултлана, затерянном где-то в труднодоступных горных районах Венгрии.

## Описание
Сборник стихов Джастина Джеффри (Justin Geoffrey), поэта бодлеровского стиля, и его корреспондента Эдварда Дерби (Edward Derby). Его заглавное стихотворение вызывает безумие, в которое впал автор после поездки в Венгрию, в место, известное как Ксутлтан (Xuthltan), в 1921 или 1922 году (источники разнятся). Когда Джеффри появился в Нью-Йорке много лет спустя, он привёз с собой эту рукопись. Книга была опубликована только благодаря щедрой поддержке его друга Джона Тайлера из Нью-Йорка. Издательство "Эребус Пресс" из Монмута, штат Иллинойс, опубликовало этот сборник в 1926 году, незадолго до умственного упадка автора. Единственная попытка книги обрести значительную известность произошла, когда известный режиссер Корман Аббе (Corman Abbe) адаптировал поэзию "Людей Монолита" к фильму в 1982 году. Фильм так и не был выпущен на всеобщее обозрение после того, как нью-йоркский театр, в котором состоялась премьера, рухнул.
По крайней мере, одна копия "Людей Монолита" была заключена в кожу чудовищного существа из внутренней земли, но переплёты большинства других копий более условны. Стихи расположены в хронологическом порядке, за исключением последнего, "Разрывающего завесу", которое, похоже, было включено как запоздалая мысль. Известные стихи из этого сборника включают "Люди Монолита", "Из Старой Земли", "Тёмные желания", "Звёздный зверь", "Ходящий во тьме" и "Зеркало Нитокрис".

### Отрывок
По слухам, ужасы былых времён
Таятся по сей день в глухих местах земли,
И по ночам выходят за Врата
Фантомы Ада.

### Джастин Джеффри
Джастин Джеффри родился в 1898 году в семье сельских сквайров и с рождения не отличался от остальных. Флегматичный, круглолицый, коренастый, юноша в 10 лет заблудился и провёл ночь в заброшенном доме, вблизи деревушки Старый Датчтаун у подножия Катскиллских гор. С тех его словно подменили: у него изменился характер, его стали мучить ночные кошмары, а внешность приобрела отталкивающе болезненные черты. В 11 лет Джастин начал сочинять стихи, которые не нашли понимания его родителей из-за чего он сбежал из дом в Гринвич-Виллидж. Друг Джеффри помог ему опубликовать мрачные стихи о тёмных богах, запретных землях, космическом безумии и кошмарных видениях. Это принесло ему известность. Сборник «Из древней страны» принёс ему известность.
В 1921-м он отправился в Венгрию, чтобы посетить деревушку Стрегойкавар, что стояла на месте языческого поселения Ксутлтан, и увидеть чёрный камень. Заснув у древнего монолита, он узрел странное эхо прошлого — жуткий ритуал  жертвоприношения и поклонения мерзкому неведомому божеству. Монолит окружённый дубами служил ключом за грань миров. В состоянии умопомешательства Джастин начал писать поэму «Люди монолита», которую издал в 1923 году, вернувшись в Америку. Поэма вызвала пошатнула здравомыслие читателей, вызывая страхи из доисторической эпохи. Джеффри вскоре был помещён в психиатрическую лечебницу, где умер или, по слухам, покончил с собой в 1926-м, исходя на крик от дикого ужаса.
Роберт Говард так описывает Джастина:
Джастин Джеффри был настоящим чудаком, отчасти гением, отчасти маньяком. Можно сказать, что он “таким уж уродился”, часто именно так объясняют искривления в росте дерева. Но у всякого искажения разума есть своя причина, как и у искривления дерева. Всегда есть причина, и за исключением одного, казалось бы, пустякового случая, я не могу найти никакой другой причины, объясняющей тот образ жизни, какой вёл Джастин. 

### Ксутлтан
Ксутлтан (Xuthltan) — маг древней Аравии. Отправился в тёмную пещеру в далёкой стране, украв у спящего демона волшебный драгоценный камень, известный как Пламя Ашурбанипала. Когда маг жил в городе Кара-Шехр (Kara-Shehr), король заключил его в тюрьму и пытал, чтобы заполучить этот драгоценный камень. Ксутлтан умер, и своим последним вздохом он обрушил проклятие на короля и его народ. Город Кара-Шехр всё ещё лежит под песками пустыни, храня Огонь Ашшурбанипала.

## Книга появляется в произведениях
Роберт Говард упоминает поэму в рассказах: «Чёрный камень», «Тварь на крыше», «Дом, окружённый дубами».
Лавкрафт упоминает книгу в рассказе «Тварь на пороге» (1933)
Брайан Ламли упоминает книгу в рассказе «Зеркало Нитокрис» (1971)
Джеймс Шоффнер упоминается книгу в рассказе «Тёмные образы восстают» (1976)
Криспин Беркхем посвятил книге рассказ «Люди монолита» (1997)

## Вдохновение
История имеет сходство с персонажем Джервасом Дадли из рассказа «Склеп» Лавкрафта. Катскиллские горы упоминаются в рассказе «Затаившийся Страх» (1923). Лавкрафт упоминает поэму в рассказе «Тварь на пороге» (1933).
Биография Джеффри описывается в неоконченном рассказе «Дом» (The House), дописанном Августом Дерлетом и ставшим «Домом, окружённым дубами» (The House in the Oaks, 1971).
Вымышленная поэма, вызывающая безумие, продолжает литературную игру вслед за произведением «Король в желтом» Амброза Бирса.